# Sághy Mihály (tanár)
Sághy Mihály (Csongrád, 1870. szeptember 18. – Csongrád, 1944. november 23.) magyar állami polgáriskolai tanár.

## Élete
Sághy József és Csikós Erzsébet földművesek fia. A polgári iskola négy osztályának elvégzése után, a kiskunfélegyházi állami tanítóképzőbe iratkozott be. 16 éves korában, élete kockáztatásával mentett ki egy 8 éves kisleányt a tiszai habokból, amiért életmentői díjjal jutalmazták. 1891-ben tanítói oklevelet szerzett, első állása Halason volt, majd pár hónap múlva szülővárosa iskolaszéke választotta meg tanyai tanítónak. 1893-ban a kiskunfélegyházi tanyasi iskolához választották meg. Közben katonáskodott Szegeden, a 46. gyalogezredben, ami után Csongrádon lett tanító és Hegyi Antal lapjának, a Csongrádi Közlönynek munkatársa. 1888-ban a közoktatásügyi miniszter kinevezte a csongrádi állami polgári iskolához segédtanárnak; négy év múlva vizsgáit Budapesten letéve, rendes tanári állása lett. 1902-ben a csongrádi iparostanonc-iskola igazgatójává választották. 1904 és 1905 nyarán elvégezte Kézdivásárhelyt a kézügyességi tanfolyamot; az 1905. és 1906. év szünidejében pedig Szegeden az iparostanonc-iskolai rajztanítói tanfolyamot. Az iparosifjak önképzőkörének elnöke, jegyzője és a polgári kör könyvtárosa volt.
Cikkeket és szépirodalmi dolgozatokat írt a Nemzeti Iskolába (1893: elbeszélés stb.), a Néptanítók Lapja, a Csongrádi Lap, Pestmegyei Hirlap, Szarvas és Vidéke, Czegléd, Budapest, Ország-Világ, Szegedi Lapok, Tiszavidék című lapokba; a Peleskei Nótárius humorisztikus lapnak állandó munkatársa volt.

## Emlékezete
Nevét viseli a Csongrádi Gimnázium, Szakképző Iskola és Kollégium Sághy Mihály Tanintézménye.

## Munkái
- Szárnyszegetten. Csongrád, 1896
- Két férj, egy feleség. Csongrád, 1898
- Csongrádmegye földrajza. A polg. iskolák számára. Csongrád (Többekkel együtt)
- Pünkösd. Csongrád, 1905
- Verstan. A hangsúlyos verselés. Magánhasználatra. Csongrád, 1905

Szerkesztett egy Ifjúsági Könyvtárt (Csongrádon, 1899-ben Blázsits Mihálylyal); kiadott Versek c. alatt szemelvényeket és megírta a csongrádi polgári kör 32 éves történetét.
A Csongrádi Újság c. lapot alapította 1903-ban és azt 3 évig szerkesztette.